# Glabellula crassicornis
Glabellula crassicornis är en tvåvingeart som först beskrevs av Greene 1924.  Glabellula crassicornis ingår i släktet Glabellula och familjen svävflugor. Inga underarter finns listade i Catalogue of Life.